# 이것이 할리우드이다
이것이 할리우드이다(영어: That's Hollywood!)는 20세기 폭스에서 제작한 텔레비전 다큐멘터리이다. 1977년부터 1982년까지 매주 주말에 30분간 방송되었다. '20세기 폭스'사의 영화를 중심으로 매회 선정된 주제를 중심으로 할리우드의 역사를 조명하였고, 진행은 톰 보즐리가 맡았다.

## 대한민국에서의 방영
대한민국에서는 그 일부가 1983년 3월 5일부터 매주 토요일 20시에 KBS 3TV에서 50분간 방송되었다.
| 날짜     | 제목                             |
| -------- | -------------------------------- |
| 3월 5일  | S·F영화와 특수촬영               |
| 3월 12일 | 쫓는자와 쫓기는자                |
| 3월 19일 | 할리우드의 스타들                |
| 3월 26일 | 노래하고 춤추는 스타들           |
| 4월 2일  | 코미디영화의 모든것              |
| 4월 9일  | 어린천사와 10대 배우들           |
| 4월 16일 | 셜록 홈즈와 탐정 영화의 주인공들 |
| 4월 23일 | 할리우드와 코메디 영화           |